# Ye Qun
Ye Qun (kinesiska: 叶群; pinyin: Yè Qún, ursprungligen Ye Jingyi, 叶静宜, Yè Jìngyí), född 1917 i Minhou i provinsen Fujian i Kina, död 13 september 1971 i Mongoliet, var en kinesisk politiker (kommunist). Hon var gift med Lin Biao och även hans politiska sekreterare, och känd för att i realiteten ha skött en stor del av hans politiska ämbete, medan denne fokuserade på den administrativa och militära sidan av sitt ämbete. Under kulturrevolutionen var hon ledare för arméns parti. Ye Qun blev en av Centrala militärkommissionens förvaltningsbyrås fyra grundare, ledamot av Centralkommittén i Kinas kommunistiska parti och medlem av politbyrån.

## Biografi
Ye Qun studerade 1935 vid Pekings lärarhögskola. Hon deltog vid antijapanska demonstrationer och gick 1937 med i Kuomintang; året därpå gick hon med i kommunistpartiet. Ye Qun blev sin makes officiella politiska sekreterare efter kommunisternas övertagande 1949. I praktiken ska hon ha skött hans ämbete. Trots att hon inte var medlem i politbyrån tilläts hon närvara och tala där. År 1965 blev hon en av Centrala militärkommissionens förvaltningsbyrås fyra grundare, och 1967 dess ledare. År 1969 blev hon slutligen formellt ledamot av Centralkommittén i Kinas kommunistiska parti och medlem av politbyrån.   
Under kulturrevolutionen kom det till konflikt mellan gruppen kring Mao Zedongs hustru Jiang Qing och gruppen kring Lin Biao, som Ye Qun tillhörde. År 1971 ska Ye Qun ha planerat ett attentat på Mao. Hennes plan ska ha varit att förmå sin son Lin Liguo att mörda Mao under dennes besök i Shanghai. Planen iscensattes aldrig, eftersom Mao ändrade sin resrutt. Vid Maos återkomst till Peking, fick Ye Qun intrycket att attentatet hade misslyckats och avslöjats. Tillsammans med sin make och son gjorde Ye Qun ett försök att fly till Sovjetunionen. Planen avslöjades dock av hennes dotter, Lin Liheng, vilket innebar att de tvingades fly utan tillräckliga förberedelser. Det plan de använde hade möjligen otillräckligt med bensin, och eftersom det tvingades flyga lågt, för att undvika radarn, drog det dessutom mer bensin än vanligt. Ye Qun avled då planet störtade över Mongoliet. Hon uteslöts postum ut kommunistpartier 1973. 